# Otto Krmíček
Otto Krmíček (14. února 1929 Holíč – 23. března 2022 Rohatec) byl český silniční motocyklový závodník.

## Závodní kariéra
Závodil ve třídách do 50 cm³, 125 cm³ a 250 cm³. Začínal na motocyklech ČZ, později jezdil na motocyklech Tatran, Kreidler a MZ. V mistrovství republiky skončil celkově dvakrát na druhém a šestkrát na třetím místě. Nejlepším výsledkem v jednotlivém závodě je vítězství ve třídě do 50 cm³ v Ústí nad Labem v roce 1973, ve Žďáru nad Sázavou v roce 1974 a ve Velkém Meziříčí v roce 1975.

## Úspěchy
- Mistrovství Československa silničních motocyklů – celková klasifikace
  - 1961 do 125 cm³ – 8. místo – ČZ OHC
  - 1961 do 250 cm³ – 11. místo – ČZ OHC
  - 1962 do 175 cm³ – 5. místo – ČZ
  - 1962 do 250 cm³ – 13. místo – ČZ OHC
  - 1963 do 125 cm³ – 6. místo – ČZ OHC
  - 1963 do 250 cm³ – 9. místo – ČZ OHC
  - 1964 do 125 cm³ – 12. místo – ČZ OHC
  - 1964 do 250 cm³ – 21. místo – ČZ OHC
  - 1965 do 125 cm³ – 10. místo – ČZ OHC
  - 1966 do 125 cm³ – 6. místo – ČZ OHC
  - 1967 do 125 cm³ – 3. místo – ČZ OHC
  - 1967 do 250 cm³ – 20. místo – ČZ
  - 1968 do 125 cm³ – 3. místo – ČZ OHC
  - 1968 do 250 cm³ – 14. místo – ČZ
  - 1969 do 50 cm³ – 5. místo – Tatran
  - 1969 do 125 cm³ – 8. místo – ČZ OHC
  - 1970 do 50 cm³ – 3. místo – Tatran
  - 1970 do 125 cm³ – 5. místo – ČZ OHC
  - 1971 do 50 cm³ – 5. místo – Tatran
  - 1971 do 125 cm³ – 7. místo – ČZ OHC
  - 1972 do 50 cm³ – 9. místo – Tatran
  - 1972 do 125 cm³ – 13. místo – Tatran
  - 1973 do 50 cm³ – 2. místo – Tatran
  - 1973 do 125 cm³ – 20. místo – Tatran
  - 1974 do 50 cm³ – 3. místo – Tatran
  - 1974 do 125 cm³ – 9. místo – Tatran
  - 1975 do 50 cm³ – 4. místo – Tatran
  - 1975 do 125 cm³ – 8. místo – Tatran
  - 1976 do 50 cm³ – 5. místo – Kreidler
  - 1976 do 125 cm³ – 7. místo – Tatran
  - 1977 do 50 cm³ – 6. místo – Kreidler
  - 1977 do 125 cm³ – 7. místo – MZ
  - 1978 do 50 cm³ – 3. místo – Kreidler
  - 1978 do 125 cm³ – 11. místo – MZ
  - 1979 do 50 cm³ – 2. místo – Kreidler
  - 1980 do 50 cm³ – 3. místo – Kreidler
  - 1981 do 50 cm³ – 6. místo – Yamaha